# 好きで好きで好きすぎて
「好きで好きで好きすぎて」（すきですきですきすぎて）は、chayの7枚目のシングル。2015年10月21日にワーナーミュージック・ジャパンから発売された。　　　　

## 概要
表題曲「好きで好きで好きすぎて」は彼との初旅行前夜の乙女心を描いた作品で、前作「あなたに恋をしてみました」の続編。
楽曲制作は前作同様に作詞はchayといしわたり淳治がタッグを組み、作曲・編曲・プロデュースを多保孝一が担当。
尾崎紀世彦の「また逢う日まで」へのオマージュ曲。chayは「歌謡曲とJ-POPをつなげられる存在になりたい」と述べている。
DVD付初回限定盤と通常盤の2形態で発売。

## 収録曲
1. 好きで好きで好きすぎて
  - 作詞：chay・いしわたり淳治
  - 作曲・編曲・ストリングスアレンジ：多保孝一
  - ブラスアレンジ：森俊之
    - 日本テレビ系『スッキリ!!』2015年10月度テーマソング
2. 笑顔のグラデーション
  - 作詞：chay・いしわたり淳治
  - 作曲・ストリングスアレンジ：多保孝一
  - 編曲：Avec Avec（Sugar's Campaign）
    - GMOクリック証券『競泳日本代表応援』CMソング
    - カンテレ・フジテレビ系『発見!ウワサの食卓』エンディングテーマ
3. Celebrate You
  - 作詞：chay　
  - 作曲：chay・多保孝一
  - 編曲・ブラスアレンジ：多保孝一
    - ルキベア×chay ＜セイコー ルキア＞女性を輝かせる応援ソング
4. AS TEARS GO BY (Acoustic Ver.) 
  - 作詞・作曲：Mick Jagger,Keith Richards,Andrew Loog Oldham
  - 通常盤のみ収録。
  - ローリング・ストーンズの同曲のカバー。

| #         | タイトル                                               | 作詞  | 作曲・編曲 | 時間  |
| --------- | ------------------------------------------------------ | ----- | ---------- | ----- |
| 1.        | 「chayのON&OFF 密着映像」                              |       |            | 23:20 |
| 2.        | 「extra～ハートクチュールツアー@AKASAKA BLITZ digest」 |       |            | 3:02  |
| 合計時間: | 合計時間:                                              | 26:22 |            |       |